# 矢巾町
矢巾町（日语：／ Yahaba chō */?）是位於日本岩手縣中部的町，隸屬於紫波郡。地名由來之一源自於前九年之役中，源賴義為討伐安倍貞任而在當地收集製作箭的箭羽。北上川流經東部邊界並往南流，當地人口則集中在矢幅車站的周邊地區與國道4號沿線。由於矢巾町的交通相當便利，因此發展成縣廳盛岡市的睡城。而當地居民在對外通勤與就學上也多依賴盛岡市。 

## 地理
矢巾町境內約24%的面積被森林與原野覆蓋，40.1%的土地為農業用地。西部坐落著以南昌山為主峰的奧羽山脈，為更新世遺留下來的地形；北上川則流經東部邊界並往南流。而東部的台地則是由雫石川和北上川的河階形成的洪積台地。

### 氣候
由於矢巾町被東邊的北上山地和西部的奧羽山脈包圍，因此屬於內陸型的盆地氣候，夏季炎熱且冬季寒冷。

## 歷史
平安時代初期，征夷大將軍坂上田村麻呂於現今盛岡市西南部興建志波城，作為日本朝廷在北東北的據點。但志波城受到雫石川頻繁氾濫的影響而被廢城。弘仁3年（812年），坂上田村麻呂著手在矢巾地區東部興建德丹城，並於弘仁5年（814年）落成。而德丹城的遺址則於近代被指定為日本的史跡。平安時代後期，位於西部的南昌山在前九年之役中成為要地之一。
明治22年（1889年）日本實施町村制，並在當地設置德田村、煙山村與不動村。昭和30年（1955年）3月1日，德田村、煙山村與不動村合併成矢巾村。昭和41年（1966年）5月1日，矢巾村改制成現今的矢巾町。2011年3月11日的東日本大震災則在矢巾町引發震度6弱的地震。

## 人口
雖然岩手縣的總人口數自2000年以後便逐年下滑，但矢巾町是縣內少數人口增長率為正數的行政區劃。其人口增長率在岩手縣内排名第一。

## 行政
現任町長高橋昌造於2023年4月在選舉中第2次成功連任，其任期將持續至2027年4月。

## 經濟
根據日本2020年的國勢調查統計，矢巾町的就業人口中有7.3%從事第一級產業，15.9%的就業人口從事第二級產業，其餘的76.9%則從事第三級產業。矢巾町自古以來便是栽培水稻的中心地區，當地的農業以生產稻米、大豆、櫛瓜、蘋果等農產品為主。而受到2019年搬遷至境內的岩手醫學大學附屬醫院影響，當地從事醫療產業的就業人口數正逐漸增加中。

## 教育
矢巾町内共有4所小學校、2所中學校與1所高等學校（岩手縣立不來方高等學校）。根據2022年5月的統計，境內的小學校共有1415名學生，中學校共有720名學生，高等學校則共有824名學生。而矢巾町內也設有岩手縣立產業技術短期大學與岩手醫學大學。

## 交通
國道4號與東北自動車道分別穿越矢巾町的東部與中部地區。鐵路方面，東日本旅客鐵道的東北新幹線和東北本線皆通過矢巾町，其中東北本線在城鎮中心設置矢幅車站。

## 姐妹城市
矢巾町與以下外國城市為友好姐妹城市:
| 國家 | 城市                 | 締結日期      |
| ---- | -------------------- | ------------- |
| 美国 | 弗里蒙特（密西根州） | 1995年7月22日 |